# ベネトン・B186
ベネトンB186 (Benetton B186) は、ベネトン・フォーミュラが1986年のF1世界選手権参戦用に開発したフォーミュラ1カー。ロリー・バーンを責任者として設計された。

## 概要
前年までトールマンとして活動していたチームを、同チームのスポンサーだったベネトンが買収し、ベネトン・フォーミュラチームとして参戦した初年度のマシンである。

### エンジン
前年トールマンが使用していたハートエンジンをやめ、BMWの直4ターボエンジンを搭載した。ハートからBMWへの変更が決まったのが遅かったため、バーンは前年の10月までB186の設計に取り掛かかることができなかった。搭載エンジンの変更はドライバー人事にも影響を及ぼし、テオ・ファビは前年からの継続であったが、そのチームメイトにはBMWの秘蔵っ子と呼ばれていたゲルハルト・ベルガーがアロウズより移籍加入した。

### 1986年シーズン
バーンは前作のTG185よりもB186ではフロントノーズを細めに設計し、空力抵抗の低減を図った。B186の直線スピードは速く、低中速コースでは苦戦したが、エステルライヒリンクやモンツァなどの高速コースの予選アタックでは他チームを寄せ付けない直線スピードを見せ、テオ・ファビが連続ポール・ポジションを獲得。モンツァで行われたイタリアGPでは、ベネトンの使用していたBMWエンジンは予選時に5.5バールの記録的な高過給圧で1350馬力を発生し、ベルガーが351km/hの最高速を記録したほか、第5戦ベルギーGP予選でのフロントロー、ベルガーにより2度のファステストラップ（第10戦ドイツGP・第12戦イタリアGP）など、リタイヤも多かったがB186は速さで存在をアピールした。
第15戦メキシコGPでは、タイヤ無交換作戦で他チームを出し抜き、B186でベルガーがF1初優勝を挙げた。これはベネトンチームにとっても初優勝であり、バーンにとっても自身のデザインしたF1マシンで初めて得た勝利となった。
カラーリングは車体前半がベネトンのイメージカラーの緑色で、エンジンカウル上には筆で様々な色をなぞった様な模様があるポップなデザインだった。
設計者であるロリー・バーンはB186について、「BMWのターボエンジンが強烈なパワーで、それも急激に発生するタイプだった。それが度を越して強烈なパワーだったから、我々は年間を通してずっとホイールスピン対策に追われていたよ。」と当時の印象を述べている。
1年間ドライブしたベルガーも、「スパやモンツァのようなトラックではB186は爆弾のようだった。パワーは信じられないほどだったが、ターボラグも大きかった。コーナーの出口でパワーを得るためには入口でスロットルを開け始めておかなければならないんだ、ラグが約1、2秒あるからね。パワーが発生し始めるのが想定より5mか10mずれようものなら何もできないでスピンするしかないよ。」とそのパワー特性を解説している。
最終戦終了後の年末、翌シーズンのベネトン加入が決まったティエリー・ブーツェンがB186を初めてドライブした際には、「僕はアロウズで3シーズンを過ごしていたけど、B186に乗るとすぐにアロウズとは違うランクのシャシーだと分かって、興奮したよ。アロウズもベネトンも同じBMWターボを載せていたから、そのコーナーリング性能差は明白だったんだ。来年はさらにブランニューのB187に変わる訳だから、期待してるよ。」とシャシー性能がアロウズ・A8やA9より明確に優れていたと評している。

## シャシー履歴
B186は7台が製造された。開幕戦には3台のシャシーが投入されたが、最後のシャシーは開幕戦の前週に完成した。
4号車はモントリオールでファビが大きなクラッシュに見舞われて廃棄されたが、ブレーキのテスト中に大クラッシュした3号車は修復されてイギリスGPにスペアカーとして持ち込まれた。
オーストリアGPとイタリアGPで2度のポールポジションを獲得したのはファビの6号車、メキシコGPで初優勝を挙げたのはベルガーの7号車だった。

## 成績
| 年   | 型   | タイヤ | No. | ドライバー | 1   | 2   | 3   | 4   | 5   | 6   | 7   | 8   | 9   | 10  | 11  | 12  | 13  | 14  | 15  | 16  | ポイント | ランキング |
| 年   | 型   | タイヤ | No. | ドライバー | BRA | ESP | SMR | MON | BEL | CAN | DET | FRA | GBR | GER | HUN | AUT | ITA | POR | MEX | AUS | ポイント | ランキング |
| ---- | ---- | ------ | --- | ---------- | --- | --- | --- | --- | --- | --- | --- | --- | --- | --- | --- | --- | --- | --- | --- | --- | -------- | ---------- |
| 1986 | B186 | P      | 19  | ファビ     | 10  | 5   | Ret | Ret | 7   | Ret | Ret | Ret | Ret | Ret | Ret | Ret | Ret | 8   | Ret | 10  | 19       | 6位        |
| 1986 | B186 | P      | 20  | ベルガー   | 6   | 6   | 3   | Ret | 10  | Ret | Ret | Ret | Ret | 10  | Ret | 7   | 5   | Ret | 1   | Ret | 19       | 6位        |

- 太字はポールポジション、斜字はファステストラップ